# Petite-Chaux
Petite-Chaux è un comune francese di 138 abitanti situato nel dipartimento del Doubs nella regione della Borgogna-Franca Contea.

## Società

### Evoluzione demografica
Abitanti censiti